# 日本駆け込み寺
日本駆け込み寺（にっぽんかけこみでら）は、東京都新宿区歌舞伎町の公益社団法人。代表理事は団体創設者の玄秀盛。

## 概要
2002年5月20日、日本一の歓楽街・歌舞伎町の一角に玄秀盛によりNPO法人日本ソーシャル・マイノリティ協会 （通称・新宿救護センター）として開設され、その後NPO法人歌舞伎町駆けこみ寺となり、2011年8月31日をもって名称変更し、2011年9月1日より一般社団法人日本駆け込み寺、2012年11月1日より公益社団法人日本駆け込み寺という新たな組織名で活動を継続している。
家庭内暴力や金銭問題、ドメスティックバイオレンス、家出、ストーカーなど、人生のさまざまな問題を抱えた人々の相談を受ける、通称『歌舞伎町駆けこみ寺』。社会的弱者を中心に電話、面談などにより相談を受けている。

### 目的
1. 現代の社会問題化しているDV、虐待、自殺、家出、家庭内暴力、いじめ、少年犯罪などを撲滅･防止するための対処･対策
2. 人権擁護の推進
3. 人心の安定と社会秩序の健全化
4. 家族問題の実態調査や啓蒙活動
5. 「生き方」「居場所」についての助言・支援

### 活動方針
1. 一人ひとりの直面している問題の方向性と対策を考える
2. 理解、協力していただける企業との交流、提携また募金活動
3. トラブルに応じた「回避・解決」のためのセミナー・勉強会の実施
4. マンツーマンで対することにより青少年の自立を促す
5. ボランティアの自主性を生かし育成する

### 具体的な活動内容
1. 相談内容に応じた行政、団体、業界などの紹介→電話相談
2. 直面しているトラブルの対処とアドバイス→面談
3. 家出人の捜索活動依頼
4. 社会秩序の健全化のための啓蒙活動→講演会・研修会
5. 会員、ボランティア募集と会報の発行
6. NPO関連団体との情報交流会の開催
7. 自分が自分らしくいられる居場所の提供
8. 協会の地方支所の開設と連携
9. その他、関連する事柄に関する活動

## 主な相談内容
1. ドメスティック・バイオレンス
2. 金銭トラブル
3. 家出
4. 家庭内暴力
5. ストーカー

- 以下、虐待、引きこもり、不登校、いじめ

## 不祥事
2025年5月19日、日本駆け込み寺事務局長がコカイン所持で逮捕された。
事務局長は「オーバードーズをするくらいならコカインや大麻のほうがいい」と相談者に勧めていたという。
事務局長逮捕を受け5月20日、新宿区長の吉住健一は、区との提携を停止するように命じた。
東京都は6月30日付で年間2千万円超に上る「都若年被害女性等支援事業補助金」交付を取り消したと発表した。
都は、2023年度と2024年度にそれぞれ2千万円を超える補助金を交付しており、相談者と支援者の適切な関係性の確保が不十分であったなどとして2023年度分は一部を、事業に対する社会的信用を著しく失墜させたなどとして2024年度分は全額の返還を命じた。

## 関連団体
1. 一般社団法人　再チャレンジ支援機構[6]
2. 一般社団法人　青母連（青少年を守る父母の連絡協議会）[7]
3. よろず相談研究所[8]

## 映像化
- ドラマ『こちら新宿駆けこみ寺〜泣き笑い玄さん奮闘記〜』（フジテレビ、2006年6月30日）[9]  ※主演：高橋克実
- ドラマ『愛・命 〜新宿歌舞伎町駆け込み寺〜』（テレビ朝日、2011年12月17日）[9]　※主演：渡辺謙
- ザ・ノンフィクッション　『みんな泣いている 〜玄さんの歌舞伎町「かけ込み寺」〜』（フジテレビ、2003年10月12日）[10]
- ザ・ノンフィクッション『みんな泣いている2 〜玄さんの家族〜』（フジテレビ、2005年5月15日）[11]
- ザ・ノンフィクッション『みんな泣いている3 〜玄さんと家族の旅立ち〜』（フジテレビ、2006年6月25日）[12]
- ザ・ノンフィクッション『みんな泣いている 原点』（フジテレビ、2014年2月9日）[13]
- NHKドキュメンタリー『信じる男　信じられた男～新宿歌舞伎町駆け込み寺』（NHK、2019年5月13日）[14]